# … affrocke!!
… affrocke!! (Kölsch für „abrocken“) ist das zweite Livealbum der Kölner Rockband BAP. Es erschien 1991 bei EMI Electrola und erreichte Platz 5 der deutschen Albumcharts.
Ursprünglich sollte das Album Met der decke Trumm (Kölsch für „Mit der dicken Trommel“) heißen.
Die Original-CD-Version von 1991 erschien in einem aufwendigen Pappcover. Diese wurde später durch eine normale Plastik-CD-Doppelhülle ersetzt. Aufgrund der Überlänge ist die Vinylversion gegenüber der CD-Version um 4 Lieder kürzer. Von … affrocke!! gibt es, im Gegensatz zu den Studioalben von BAP, keine remasterte Version.

## Songs und Albumcover
17 der insgesamt 20 Lieder von … affrocke!! sind Live-Aufnahmen von den vorherigen Studioalben von BAP. Dabei ist das zu diesem Zeitpunkt aktuelle Album X für ’e U mit sechs Stücken am stärksten vertreten. Drei Songs stammen jeweils von Affjetaut (1980) und Für usszeschnigge! (1981) und jeweils zwei von den beiden LPs Zwesche Salzjebäck un Bier (1984) und Da Capo (1988). Dazu kommt noch ein Song von Ahl Männer, aalglatt (1986). Von den restlichen Stücken sind zwei Coverversionen: Heroes/Helden von David Bowie sowie Ex, hopp & weg, eine Coverversion von Colin James’ Just Came Back.
Der Song Luckiest Man in the Western World wurde von Julian Dawson komponiert und gesungen, der BAP während der „X für ’e U“-Tour als Gast begleitete, und war der Titelsong seines gleichnamigen Albums aus dem Jahre 1988.
Das Albumcover zeigt als Schwarzweißfoto die Bassdrum des Schlagzeugs mit dem großen BAP-Logo, über der in roter Farbe der Schriftzug … affrocke!! steht.

## Titelliste
1. Denn mer sinn widder wer (K. Heuser, W. Niedecken) – 5:44
2. Ahl Männer, aalglatt (K. Heuser, W. Niedecken) – 4:50
3. Domohls (K. Heuser, W. Niedecken) – 4:51
4. Fortsetzung folgt (K. Heuser, W. Niedecken) – 5:06
5. Alexandra, nit nur do (BAP, W. Niedecken) – 7:57
6. Ex, hopp & weg (C. James, D. Burgess) – 3:49
7. Helfe kann dir keiner (K. Heuser, W. Niedecken) – 3:27
8. Jraaduss (K. Heuser, W. Niedecken) – 3:55
9. Drei Wünsch frei (BAP, W. Niedecken) – 5:27
10. Vis à Vis (K. Heuser, W. Niedecken) – 6:03
11. Freio (K. Heuser, W. Niedecken) – 7:15
12. Luckiest man in the western world (J. Dawson) – 3:59
13. Heroes/Helden (D. Bowie, B. Eno) – 5:38
14. Anna (K. Heuser, W. Niedecken) – 4:14
15. Ne schöne Jrooß (K. Heuser, W. Niedecken) – 5:47
16. Alles em Lot (K. Heuser, W. Niedecken) – 4:52
17. Verdamp lang her (K. Heuser, W. Niedecken) – 7:06
18. Frau, ich freu  mich (K. Heuser, W. Niedecken) – 6:08
19. Shanghai (K. Heuser, W. Niedecken) – 5:38
20. Bleifooß (K. Heuser, W. Niedecken) – 6:41

Alexandra, nit nur do, Drei Wünsch frei, Luckiest Man In The Western World und Heroes/Helden waren nicht auf der Vinylversion des Albums enthalten.

## Single-Auskopplungen
1. Verdamp lang her (live) / Ne schöne Jrooß (live)

Es wurde eine weitere Single vorbereitet, jedoch nicht offiziell veröffentlicht:
1. Freio (live) / Frau, ich freu mich (live) / Shanghai (live)